# 和田惟政
和田惟政（1530年－1571年9月17日）是日本戰國時代至安土桃山時代的武將。室町幕府末期幕臣。父親是和田宗立（惟助）。

## 生平
近江國甲賀郡和田村（現今滋賀縣）的有力豪族。最初仕於六角氏，後來成為室町幕府第13代將軍足利義輝的幕臣。

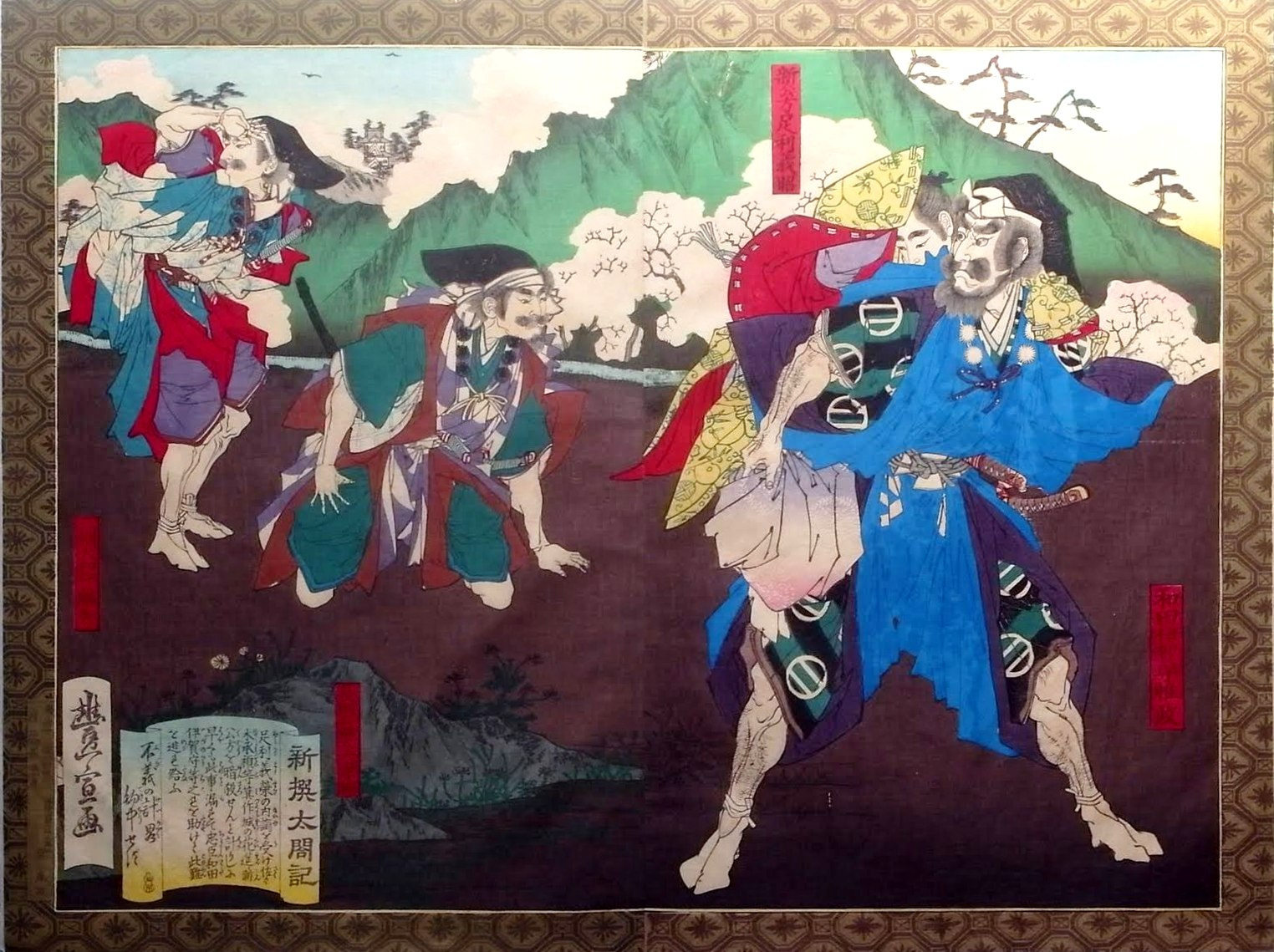
救出足利義昭的惟政（歌川豐宣畫）

永祿8年（1565年），義輝被家臣松永久秀等人殺死，此時與仁木義政一同從一乘院救出被軟禁的覺慶（義輝的弟弟，後來的足利義昭），一時間隱匿在自己的屋敷中，後來跟隨流浪的義昭。得到尾張國織田信長援助的義昭就任第15代將軍後，被信長賜予攝津國芥川山城，後來再賜予高槻城，與池田勝正和伊丹親興一同被足利義昭任命為攝津國的守護，被稱為「攝津三守護」（『足利季世記』）。
之後，以足利幕臣的身份參與京都周邊的外交和政治，亦以織田氏家臣的身份，參與信長的政治和合戰相關的事務，擔任義昭和信長之間的橋樑。特別是在永祿12年（1569年）10月，向信長邀請援軍，並作為播磨國赤松氏的援軍，參加進攻備前國的浦上氏。
此後，在前往美濃國與信長見面的途中，接到被信長命令蟄居的消息。根據路易士·佛洛伊斯的記載，還遭到「不許可引見」（引見の不許可）、「破壞惟政在近江的城池」（惟政が近江に持っていた城の破壊）、「沒收所得收入2萬」（収入のうち2万クルザードの没収）等嚴厲處分，還記載這是因為朝山日乘向信長的讒言，不過在這段時期，因為信長和足利義昭的關係惡化，而惟政是足利的幕臣，所以受到牽連。惟政因此剃髪來表達抗議。
元龜元年（1570年），謁見從京都攻向越前的信長，信長回復了惟政的地位。路易士·佛洛伊斯記載，此時被加增3萬俸祿等，受到非常的厚遇。6月28日，以織田氏一方參加姉川之戰（不過這個參加姉川之戰的記錄只有在傳教士的記錄中找到。合戰同日，有惟政向攝津國內寺社發出的禁制文書（『今西文書』），以及其他公方眾亦沒有參戰等，因此亦可能實際上沒有參加。不過，從在永祿12年（1569年）10月攻擊浦上後，直到元龜元年（1570年）3月為止，沒有與信長有關係的資料，因此可以得知在信長和義昭的對立中，一時間被疏遠）。
11月，受到多方敵人攻擊的信長利用將軍義昭的權威，與六角氏達成和睦，不過在這段時間，有三雲成持和三雲定持以及惟政發出的書狀（『福田寺文書』），因為可能是在六角氏的影響下，與同樣是甲賀郡土豪的三雲氏連結，在與六角氏的和睦中亦有一定影響力。

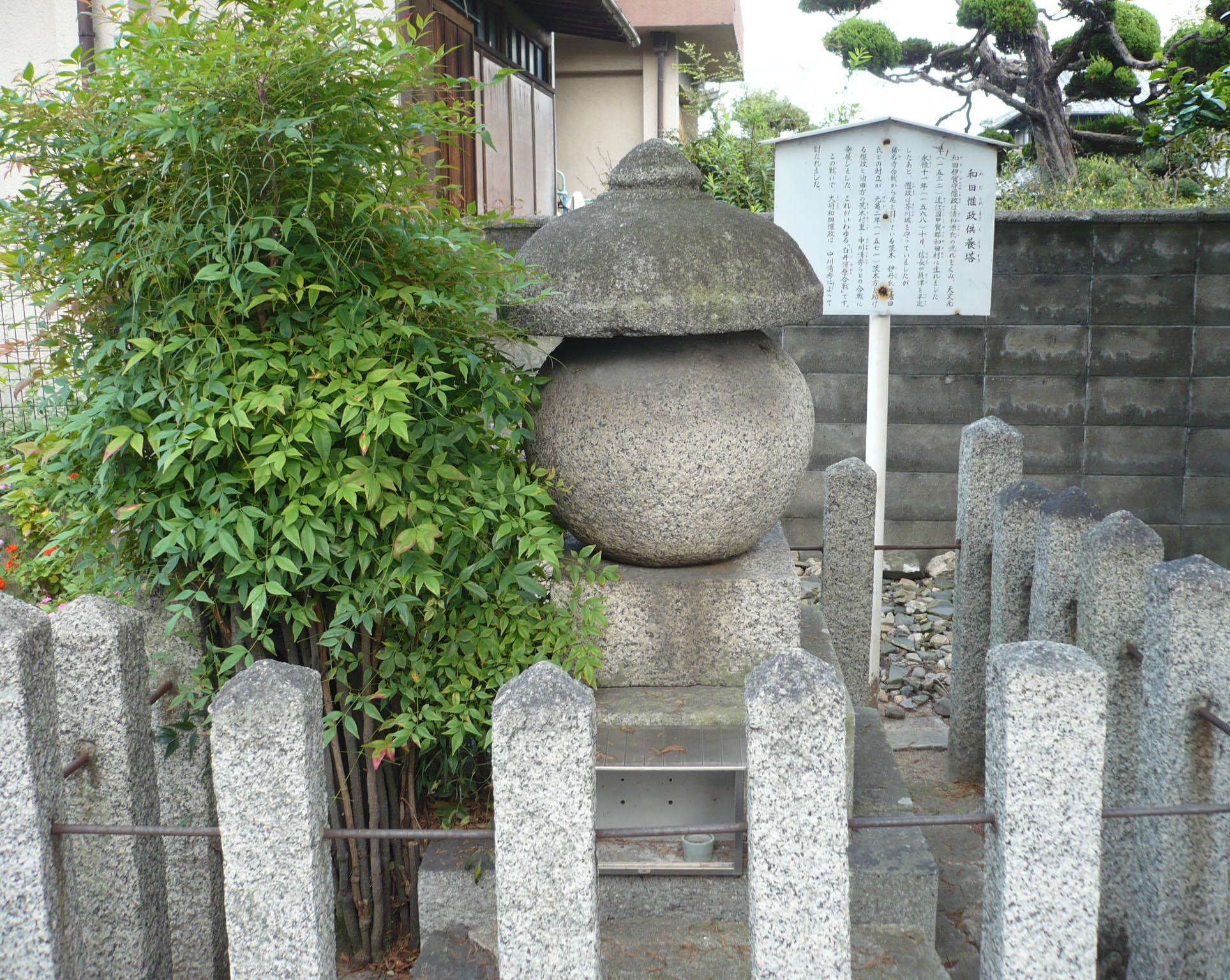
惟政的供養墓（大阪府茨木市）

元龜2年（1571年），松永等人與三好三人眾聯手殺死池田知正，此時與伊丹氏和茨木氏一同在攝津國的白井河原之戰（茨木川畔）中被池田氏家臣荒木村重擊敗並戰死。在受到許多槍傷和刀傷後，壯絕地死去（『佛洛伊斯日本史』）。
在惟政死後不久，兒子惟長被高山友照、右近父子流放，不久後死去（亦有說法指和田惟長一直生存到江戶時代（『寬政重修諸家譜』）），和田氏最終沒落。

## 與基督教的關係
惟政在自己的領地內保護基督教，在路易士·佛洛伊斯的『佛洛伊斯日本史』中有詳細記載。在佛洛伊斯與織田信長會面時擔任仲介役，以及不讓士兵宿泊在教會內，在流放伴天連（傳教士）的綸旨發出後，曾希望令其撤回，強行邀請傳教士坐在自己的上座，顯示出很大的熱情。亦積極地協助在畿內基督教的傳教活動。不過因為惟政自身在接受洗禮儀式前就戰死，因此佛洛伊斯亦對此相當遺憾。還有，在得知基督教之前，是屬於禅宗。
墓所在大阪府高槻市的伊勢寺。墓石在享保年間（1716年－1736年）高槻城被改修時被發現，於是被移至現地。